# Терпинен
Терпинените са три изомерни въглеводорода, които се отнасят към групата на терпените. Всички те имат една и съща молекулна формула и въглеродна рамка, но се различават по мястото на двойните връзки въглерод-въглерод. α-Терпиненът е получен от етеричните масла на риган, майорана, кардамон и от други природни източници. β-Терпиненът не се среща в природата, но е получен синтетично от сабинен. γ-Терпиненът се среща в природата и е изолиран от редица растителни източници.